# Mémoires en jeu (revue)
 (mai 2024).
La mise en forme du texte ne suit pas les recommandations de Wikipédia : il faut le « wikifier ».
Les points d'amélioration suivants sont les cas les plus fréquents :
- Les titres sont pré-formatés par le logiciel. Ils ne sont ni en capitales, ni en gras.
- Le texte ne doit pas être écrit en capitales (les noms de famille non plus), ni en gras, ni en italique, ni en « petit »…
- Le gras n'est utilisé que pour surligner le titre de l'article dans l'introduction, une seule fois.
- L'italique est rarement utilisé : mots en langue étrangère, titres d'œuvres, noms de bateaux, etc.
- Les citations ne sont pas en italique mais en corps de texte normal. Elles sont entourées par des guillemets français : « et ».
- Les listes à puces sont à éviter, des paragraphes rédigés étant largement préférés. Les tableaux sont à réserver à la présentation de données structurées (résultats, etc.).
- Les appels de note de bas de page (petits chiffres en exposant, introduits par l'outil «  Source ») sont à placer entre la fin de phrase et le point final[comme ça].
- Les liens internes (vers d'autres articles de Wikipédia) sont à choisir avec parcimonie. Créez des liens vers des articles approfondissant le sujet. Les termes génériques sans rapport avec le sujet sont à éviter, ainsi que les répétitions de liens vers un même terme.
- Les liens externes sont à placer uniquement dans une section « Liens externes », à la fin de l'article. Ces liens sont à choisir avec parcimonie suivant les règles définies. Si un lien sert de source à l'article, son insertion dans le texte est à faire par les notes de bas de page.
- La présentation des références doit suivre les conventions bibliographiques. Il est recommandé d'utiliser les modèles {{Ouvrage}}, {{Chapitre}}, {{Article}}, {{Lien web}} et/ou {{Bibliographie}}. Le mode d'édition visuel peut mettre en forme automatiquement les références.
- Insérer une infobox (cadre d'informations à droite) n'est pas obligatoire pour parachever la mise en page.

Pour une aide détaillée, merci de consulter Aide:Wikification.
Si vous pensez que ces points ont été résolus, vous pouvez retirer ce bandeau et améliorer la mise en forme d'un autre article.
Mémoires en jeu est une revue traitant des questions de mémoire et de témoignage liées aux violences collectives politiques, sociales, économiques, aussi bien contemporaines qu’historiques.
Elle rassemble des analyses et des débats académiques ainsi que des chroniques couvrant l’ensemble des domaines culturels et artistiques.

## Historique
Mémoires en jeu a été fondée début 2016 par Philippe Mesnard et un groupe d’une vingtaine d’universitaires, enseignants et acteurs culturels. Persuadés de la nécessité d’une revue sur les enjeux de mémoire développant une réflexion indépendante, à la fois, textuelle et iconographique, la charte se trouve définie dans un manifeste fondateur : Les paris de Mémoires en jeu. Son premier numéro paraît en septembre de la même année.
Après une fréquence de trois numéros par an, Mémoires en jeu est devenue semestrielle, les productions de ses membres sont aussi accessibles en ligne et par une lettre d’information. Toutefois, son site n’est pas seulement le prolongement de la revue papier. En plus des articles et dossier en ligne, plusieurs portails y ont été ouverts avec des vidéos et des galeries photos, et une association d’enseignants, Mémoires à l’œuvre, y propose des séquences pédagogiques autour des questions de mémoire et de la transmission. 
Après 8 ans d’existence, le n° 20 sort au printemps 2024. Pour marquer symboliquement cet anniversaire comme son engagement sur le double terrain de l’histoire et du contemporain, il s’agit d’un numéro spécial entièrement consacré aux « mémoires de réfugiées et réfugiés ». La revue a ainsi pour volonté de participer aux débats publics sur l’actualité des enjeux mémoriels et de se situer aussi bien sur le plan de la recherche que de la vulgarisation. Elle revendique pour cela sa totale indépendance d’esprit.

## Une revue indépendante sur les enjeux de mémoires
Partant du fait que les phénomènes, fonctionnements, structures et dispositifs mémoriels ne se laissent circonscrire dans aucune discipline, qu’ils ne sont le domaine réservé ni de l’histoire (au sens disciplinaire), ni de la sociologie, de même que le témoignage n’est défini par aucun genre spécifique, Mémoires en jeu tient le pari de la multidisciplinarité et de l’hybridité.
Aussi Mémoires en jeu aborde-t-elle des sujets touchant le colonial et le postcolonial, les rapports aux minorités, les discriminations de genre, les mémoires des phénomènes migratoires, la mémorialisation des attentats ou de la guerre d’Algérie. Elle couvre tous les continents. Toutefois, elle est critiquée pour son déficit d’analyse au niveau même du continent africain, ce qu’elle essaie de pallier en faisant intervenir des spécialistes tels que Remy Korman ou Valérie Rosoux. La Shoah et la disparition du monde yiddish d’Europe centrale et de l’Est après la Seconde Guerre mondiale ont une place dans chaque numéro ; toutefois il ne s’agit pas de faire de cette catastrophe – bien que centrale dans l’histoire et la conscience contemporaines occidentales – un « paradigme » à travers lequel seraient interprétées les violences historiques, sociales et économiques mondiales. En suivant une même logique, pour lutter efficacement contre l’antisémitisme, le racisme et toute forme de discrimination et de persécution, il s’agit précisément de considérer les spécificités respectives de chacune de ces violences sans les associer partialement les unes aux autres, sans établir abusivement entre elles des rapports de causalité.
Son souci d’indépendance lui fait également adopter un positionnement critique vis-à-vis des mémoires conventionnelles, normatives ou idéologiques, sans déroger pour autant aux principes de la rigueur scientifique. Dans le paysage des publications périodiques à vocation académiques, elle est à la fois proche de Sensibilités (éditions Anamosa) et de Memory studies (https://journals.sagepub.com/home/MSS).
Ses membres sont majoritairement issus de la recherche, mais aussi de l’enseignement ou du monde culturel de toute provenance, nationale et internationale. Ce groupe, oscillant entre une quinzaine et une trentaine de personnes, s’attache à transmettre un savoir qui étaye et consolide les questions se référant au passé, alors que nos sociétés sont soumises à des régimes confusionnistes de vérités alternatives.
En mai 2024, elle a à son actif 438 autrices et auteurs publiés parmi lesquels : Pierre Bayard, Philippe Claudel, Rachel Ertel, Ivan Jablonka, Luba Jurgenson, Emine Sevgi Özdamar, Régine Robin, Michael Rothberg, Gayatri Chakravorty Spivak, Benjamin Stora, Meir Waintrater… 

## La forme n'est pas dissociable du fond
Mémoires en jeu est publié à un format A4, pour pouvoir développer une importante ligne iconographique où les visuels (images, documents, dessins) sont mis en valeur et analysés comme tels, et non relégués au rang de simple illustration. Car la mémoire porte en elle les questions de l’imaginaire, des représentations et du visible qu’il est important de considérer par d’autres voies que celles des mots, d’autant qu’elles sont omniprésentes dans les sociétés spectacularisées du XXIe siècle.
En dépit de toutes ces activités communautaires et académiques, Mémoires en jeu, qui est devenue plus qu’une revue, reste fragile comme tout projet comportant un ressort quasiment utopique, celui, entre autres, de mettre en dialogue des disciplines, et en convergence des savoirs – donc des pouvoirs – qui se sont souvent bâtis sur le cloisonnement et la défense de leur territoire.